# Syrrhonema hexastamineum
Syrrhonema hexastamineum är en tvåhjärtbladig växtart som beskrevs av Ronald William John Keay. Syrrhonema hexastamineum ingår i släktet Syrrhonema och familjen Menispermaceae. Inga underarter finns listade i Catalogue of Life.